# 聖斯特凡諾峰

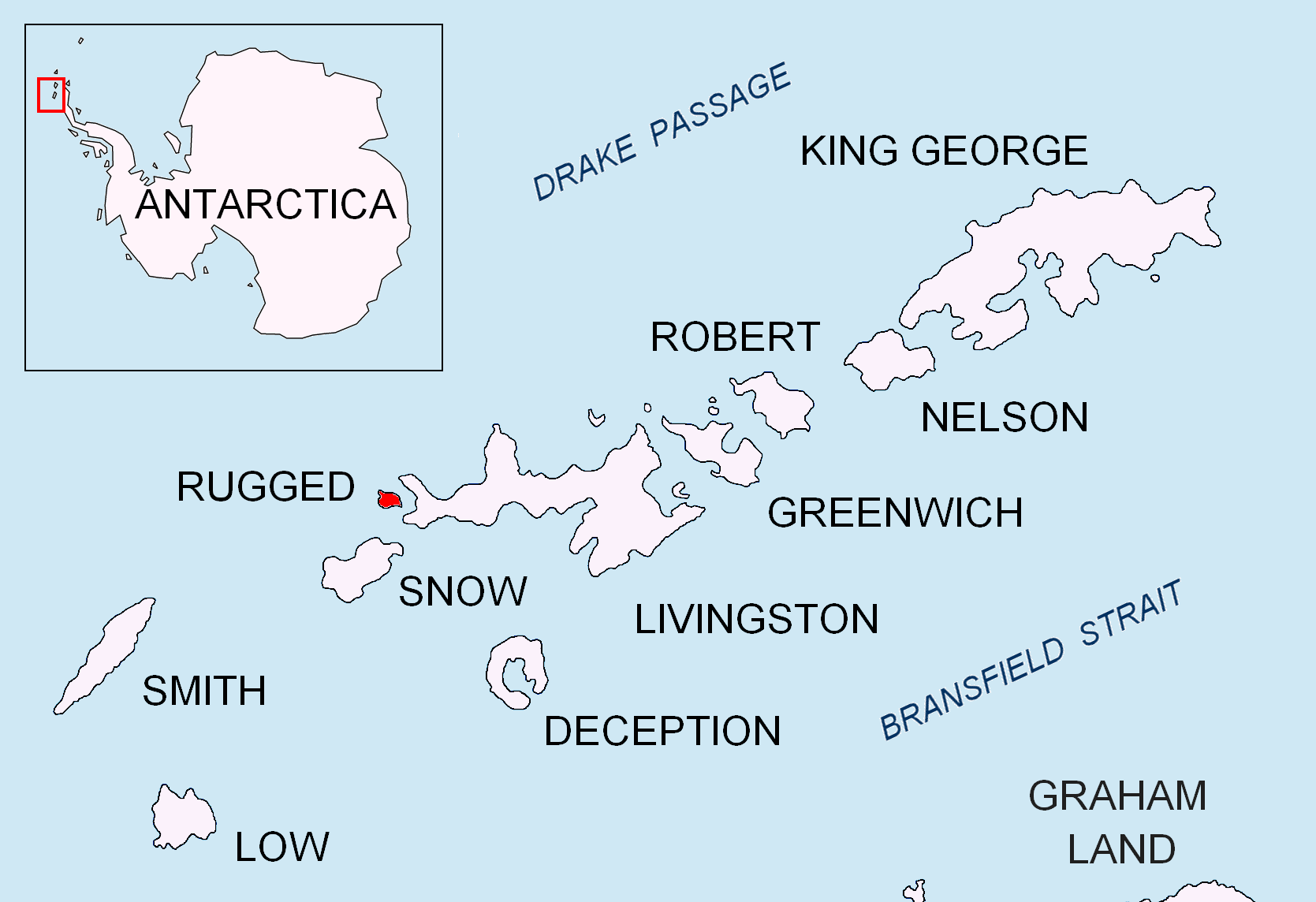

聖斯特凡諾峰是南極洲的山峰，位於南設得蘭群島中利文斯頓島拜爾斯半島西岸對開的拉吉德島，處於本森角東北面3.48公里、謝菲爾德角東南面4.17公里、切爾文峰以南0.83公里、文德角以西1.91公里和拉德夫角西北面1.58公里，海拔高度256米。
62°37′53.5″S 61°13′34″W / 62.631528°S 61.22611°W